# Jitka Ogureková
 (mai 2014).
Si vous disposez d'ouvrages ou d'articles de référence ou si vous connaissez des sites web de qualité traitant du thème abordé ici, merci de compléter l'article en donnant les références utiles à sa vérifiabilité et en les liant à la section « Notes et références ».
Jitka Ogurekova, née à Prague, est un mannequin tchèque.
Elle est connue en France pour être apparue dans plusieurs publicités télévisées et dans les clips So I begin, One sign et I believe du groupe Galleon. Elle vit à Paris. Elle est mariée depuis le 11 juin 2001 au prince Bertrand de La Tour d'Auvergne, auquel elle a donné une petite fille, Katherina.